# Resolução 162 do Conselho de Segurança das Nações Unidas
Resolução 162 do Conselho de Segurança das Nações Unidas, foi aprovada em 11 de abril de 1961, depois de uma denúncia apresentada pela Jordânia e observando a decisão da Comissão Mista de Armistício Israel-Jordânia, o Conselho aprovou a decisão e pediu a Israel para lhe dar conformidade. O Conselho solicitou aos membros da Comissão para cooperar para garantir que o Acordo Geral de Armistício entre Israel e Jordânia, seja respeitado. Representantes da Jordânia e Israel estavam presentes na reunião.
Foi aprovada com 8 votos, e 3 abstenções de Ceilão, União Soviética e a República Árabe Unida.